# Hrabstwo Washington (Floryda)
Washington – hrabstwo w stanie Floryda, w USA. Jego siedzibą administracyjną jest Chipley.
Powierzchnia hrabstwa to 1595 km², w tym 85 km² (5,4%) stanowią wody. 

## Miejscowości
- Caryville
- Chipley
- Ebro
- Vernon
- Wausau

## Sąsiednie hrabstwa
- Hrabstwo Holmes – północ
- Hrabstwo Jackson – północny wschód
- Hrabstwo Bay – południe
- Hrabstwo Walton – zachód

## Demografia
Według spisu z 2020 roku liczy 25,3 tys. mieszkańców, co oznacza wzrost o 1,7% w porównaniu z poprzednim spisem z roku 2010. Według danych pięcioletnich z 2022 roku 80,6% to biali (77,2% nie licząc Latynosów), 13,3% czarnoskórzy lub Afroamerykanie, 3,4% miało rasę mieszaną, 1,4% to rdzenna ludność Ameryki, 0,8% Azjaci i 0,4% pochodziło z wysp Pacyfiku. Latynosi stanowili 4,7% populacji hrabstwa.

## Polityka
Hrabstwo silnie republikańskie, gdzie w wyborach prezydenckich w 2020 roku, 80,1% głosów otrzymał Donald Trump i 19% przypadło dla Joe Bidena.